# Gare de Sainte-Lizaigne
Gare de Sainte-Lizaigne – przystanek kolejowy w Sainte-Lizaigne, w departamencie Indre, w Regionie Centralnym, we Francji.
Jest przystankiem kolejowym Société nationale des chemins de fer français (SNCF), obsługiwanym przez pociągi TER Centre.